# Carolina Birizamberri
María Carolina Birizamberri Rivero (Montevideo, Uruguay; 9 de julio de 1995) es una futbolista uruguaya, que juega de delantera. Actualmente se desempeña en River Plate de la Primera División Femenina de Argentina. Es internacional con la Selección de Uruguay.

## Trayectoria
Comenzó a jugar al fútbol a los cuatro años y su base futbolística nació en canchas de baby fútbol (donde marcó más de 100 goles) jugando mixto con niños en los clubes Rápido La Teja, Los Paraísos, Colombina, selección de Liga Atahualpa y selección de Liga La Teja Capurro.
Debutó en Primera División en Cerro, el 10 de agosto de 2008, a los 13 años. Ingresó a los 45 minutos y a los 68 anotó el primer gol de su carrera en mayores. En 2009 pasó a Bella Vista, club con el cual participó hasta la temporada de 2011-2012. Las papales culminaron sextas en el Uruguayo de 2009 y Carolina, con 22 goles, terminó cuarta en la tabla de goleadoras. Ya en 2010 Bella Vista finalizó quinto en el Uruguayo y Carolina, con 11 anotaciones, fue tercera en un Uruguayo que solo se jugó a una sola rueda. En la campaña de 2011 alcanzó su máximo esplendor en ese club culminando el torneo como goleadora con 18 goles y su equipo finalizó cuarto en la general.
A los 15 años integró la selección mayor de Uruguay que intervino en el Sudamericano de 2010 dirigida por Jorge Burgell. Allí le marcó un gol a Venezuela sobre los 68 minutos, el 2-3, en un partido en que la celeste cayó 2-5. En 2012 disputó los tres partidos de Uruguay en el Mundial Sub-17. 
Luego de un pasaje por Nacional (goleadora del Uruguayo 2013 con 31 goles), Carolina defendió los colores de River Plate uruguayo (donde fue homenajeada por el club luego de anotar la cifra récord de 53 goles en el Uruguayo de 2015) para luego emigrar a la vecina orilla y jugar para el River Plate argentino.

### Participaciones en Copas del Mundo
| Mundial                        | Sede       | Resultado    | Partidos | Goles |
| ------------------------------ | ---------- | ------------ | -------- | ----- |
| Copa Mundial F. Sub-17 de 2012 | Azerbaiyán | Primera fase | 3        | 0     |

## Palmarés

### Campeonatos nacionales
| Título           | Club        | País      | Año     |
| ---------------- | ----------- | --------- | ------- |
| Primera División | River Plate | Argentina | 2016-17 |
| Copa Federal     | River Plate | Argentina | 2022    |

## Distinciones individuales
- Goleadora Campeonato Uruguayo 2011 (Bella Vista, 18 goles).
- Premio Charrúa a la Mejor Futbolista Femenina de Uruguay (2012).[6]
- Goleadora Campeonato Uruguayo 2013 (Nacional, 31 goles).
- Máxima goleadora en una temporada y Goleadora Campeonato Uruguayo 2015 (River Plate, 53 goles).
- Máxima Goleadora de la Copa Libertadores Femenina 2017 (River Plate, 4 Goles).
- Premio Alumni 2017 a Jugadora destacada de fútbol femenino.[7]
- Goleadora del Clausura 2021 en Argentina (River Plate, 12 goles).
- Goleadora de la Copa Federal 2022 en Argentina (River Plate, 7 goles).